# Heriot (Nouvelle-Zélande)
Heriot est une petite localité de la région de Otago, dans l’Île du Sud de la Nouvelle-Zélande.

## Localisation
Elle est localisée à 20 kilomètres au sud-ouest de la ville de Raes Junction et à 15 kilomètres au nord de la ville de Tapanui.

## Toponymie
La ville ne semble pas avoir été dénommée d’après le nom de la ville des Marches écossaises de Heriot (en) (contrairement à d’autres villes locales telles que Kelso et Roxburgh dénommées d'après des localités de cette région d'Écosse), mais semble avoir été nommée en référence au nom de jeune fille de la femme d’un des premiers colons, William Pinkerton.

## Économie
La principale activité économique dans la ville d'Heriot est en rapport avec l’élevage et l’exploitation forestière.